# Архітектура Єрусалимського храму

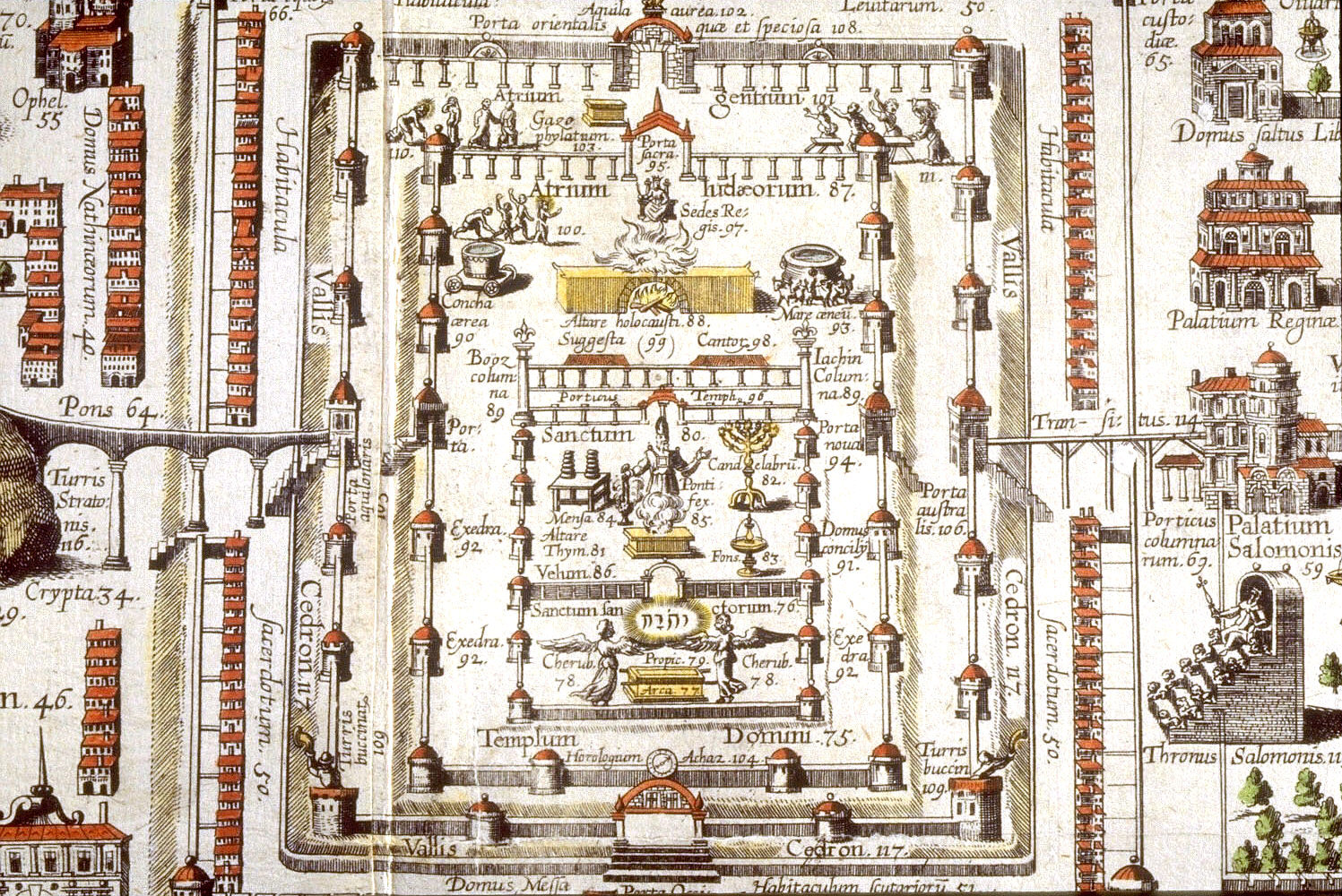
Реконструкція Другого Храму (Christian van Adrichom, Köln, 1584)

Єрусалимський храм (івр. בֵּית הַמִּקְדָּשׁ, Бет а-Мікдаш, тобто «Будинок Святості»; івр. מִּקְדָּשׁ, Мікдаш) був центром релігійного життя єврейського народу між X століттям до н. е. і I століттям н. е. Храм розташовувався на Храмовій горі (івр. הַר הַבַּיִת, Хар а-Баіт) в Єрусалимі, і служив єдиним дозволеним місцем жертвоприношень Єдиному Богу, які приносилися коенами і левитами. Храм також був об'єктом паломництва всіх євреїв три рази на рік: на Песах (Великдень), Шавуот (П'ятидесятницю) і Суккот (Свято Кущів).
Протягом історії в Єрусалимі стояли два єврейських Храми, однак, з точки зору архітектури, їх було три: Храм Соломона, Храм Зерубавеля і Храм Ірода. Також існує опис Храму з пророчого бачення Єзекиїла (Єз 40 — 48), що стосується майбутнього Третього Храму.

## Труднощі реконструкції
Слід зазначити, що спроби реконструкції зовнішнього вигляду єрусалимських храмів і їх креслення, які створювалися протягом століть, чимало відрізняються один від іншого. Це обумовлено декількома труднощами:
- Літературні джерела, в силу своєї природи, припускають різні варіанти тлумачення різними дослідниками. Це посилюється ще тим, що існують розбіжності з приводу значення тих чи інших технічних термінів, а в описі храмів відсутні важливі архітектурні деталі.
- Додаткові труднощі виникають через суперечності між різними джерелами: різними версіями переказів у єврейських книжників, єврейськими та зовнішніми літературними джерелами тощо. У подібних випадках дослідники керуються різними аргументами на користь того чи іншого джерела, який, на їхню думку, має велику авторитетність і надійність. Залежно від цього вони вирішують, який метод краще — узгодження обох джерел або прийняття лише одного з них. Необхідно, однак, підкреслити, що сумніви виникають, головним чином, лише з приводу деталей, в той час як загальна картина цілком певна.